# Vieux-Québec–Cap-Blanc–colline Parlementaire
Le Vieux-Québec–Cap-Blanc–Colline Parlementaire est l'un des 35 quartiers de la ville de Québec. Il est situé dans l'arrondissement de La Cité–Limoilou.
Cœur historique de la ville, on y retrouve certains des monuments les plus symboliques et touristiques du Québec, tels le château Frontenac, l'hôtel du Parlement du Québec ou bien les plaines d'Abraham. À l'intérieur et à proximité des fortifications du Vieux-Québec, on retrouve des dizaines de restaurants, d'hôtels et d'auberges et de boutiques, alors qu'à l'extérieur le paysage de la colline parlementaire regroupe différents bâtiments de l'administration publique québécoise.

## Portrait du quartier

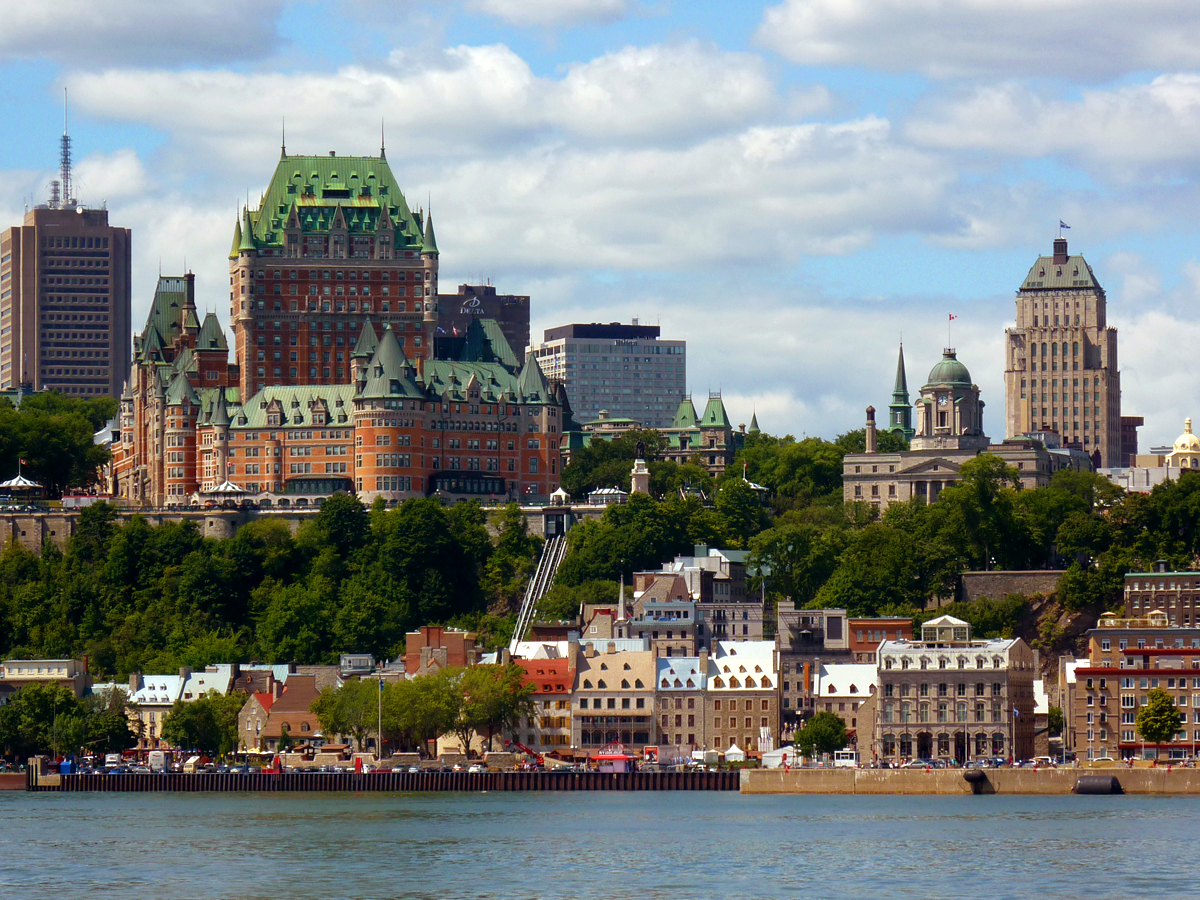
Vue du quartier depuis le fleuve Saint-Laurent

Le quartier comprend trois secteurs distincts du centre-ville de Québec :
- Le Vieux-Québec. La partie « haute-ville » comprend l'espace situé à l'intérieur des fortifications de Québec et la partie « basse-ville » comprend la place Royale, le Petit Champlain et le Vieux-Port.
- La Colline Parlementaire, qui comprend le secteur de la place D'Youville, l'Hôtel du Parlement, l'espace entre le boulevard René-Lévesque et la Grande Allée (jusqu'au Grand Théâtre environ), et une bonne partie des plaines d'Abraham.
- Le Cap-Blanc, une plate-forme d'abrasion rocheuse située entre le cap Diamant et le fleuve Saint-Laurent et centrée sur l'église Notre-Dame-de-la-Garde.

Au conseil municipal de Québec, le quartier est représenté par le district de Cap-aux-Diamants.

### Artères principales
- Rue Saint-Jean
- Rue De Buade
- Rue Saint-Louis / Grande Allée
- Boulevard Champlain
- Rue Saint-Paul
- Avenue Honoré-Mercier / Autoroute Dufferin-Montmorency (autoroute 440)

### Parcs, espaces verts et loisirs
- Plaines d'Abraham (en partie)

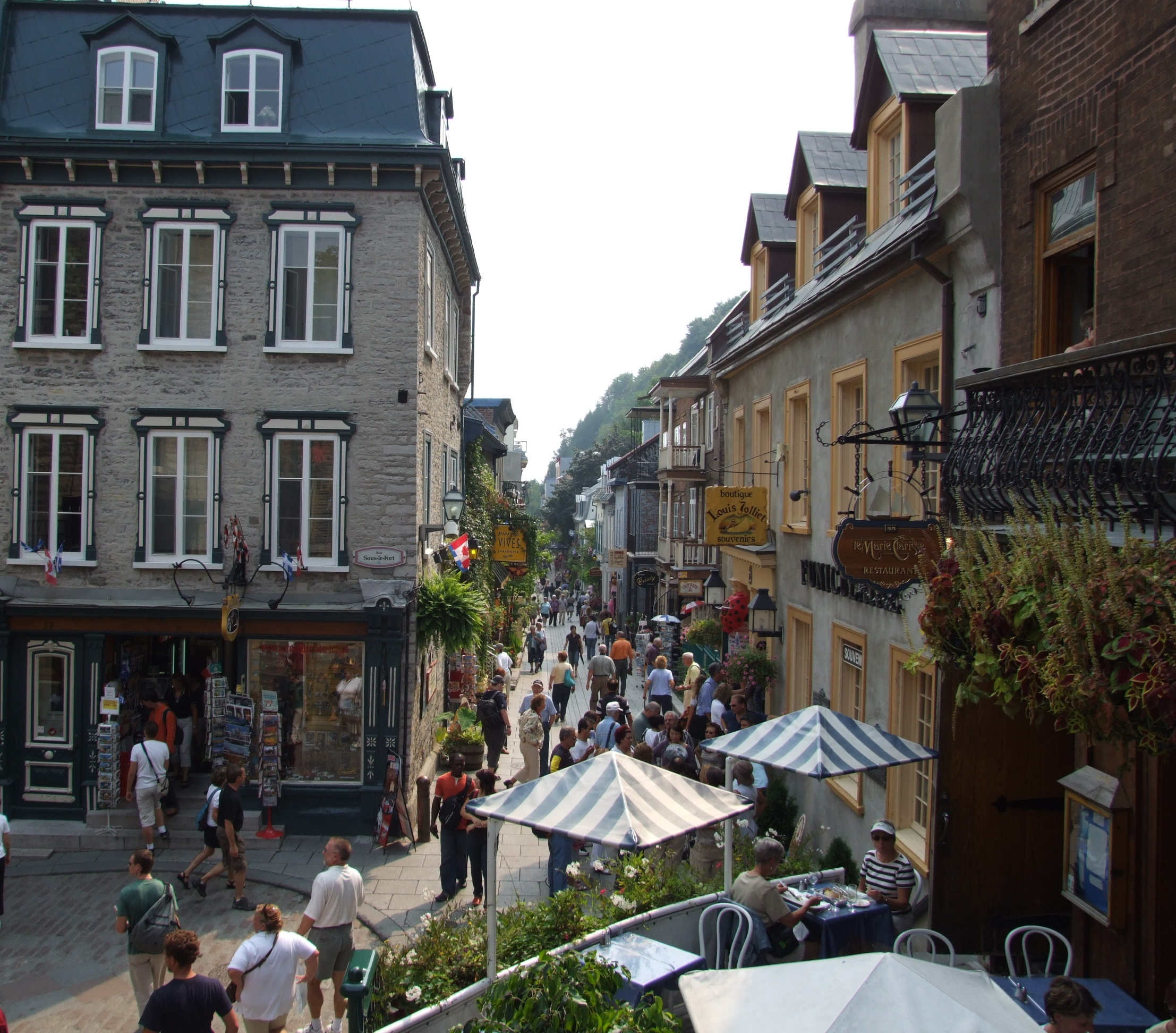
Rue du Petit-Champlain près de la place Royale

- Parc de l'Artillerie (lieu historique national)
- Parc de la Francophonie
- Fortifications de Québec (lieu historique national); ce site est composé des remparts et des portes de Québec, du Jardin des gouverneurs et du parc Montmorency.
- Vieux-Port de Québec
- Place D'Youville
- Place George-V
- Place Royale

### Édifices religieux
- Basilique-cathédrale Notre-Dame de Québec
- Église Notre-Dame-des-Victoires
- Cathédrale de la Sainte-Trinité de Québec[1]
- Église unie Chalmers-Wesley[2]
- Église presbytérienne St. Andrew[3]
- Église Saint-Patrick de Québec[4] (1988), initialement construite en 1832 en tant que première église des Irlandais catholiques et incendiée en 1971
- Église Notre-Dame-de-la Garde[5], au cap Blanc
- Église Saint-Cœur-de-Marie
- Chapelle des Jésuites

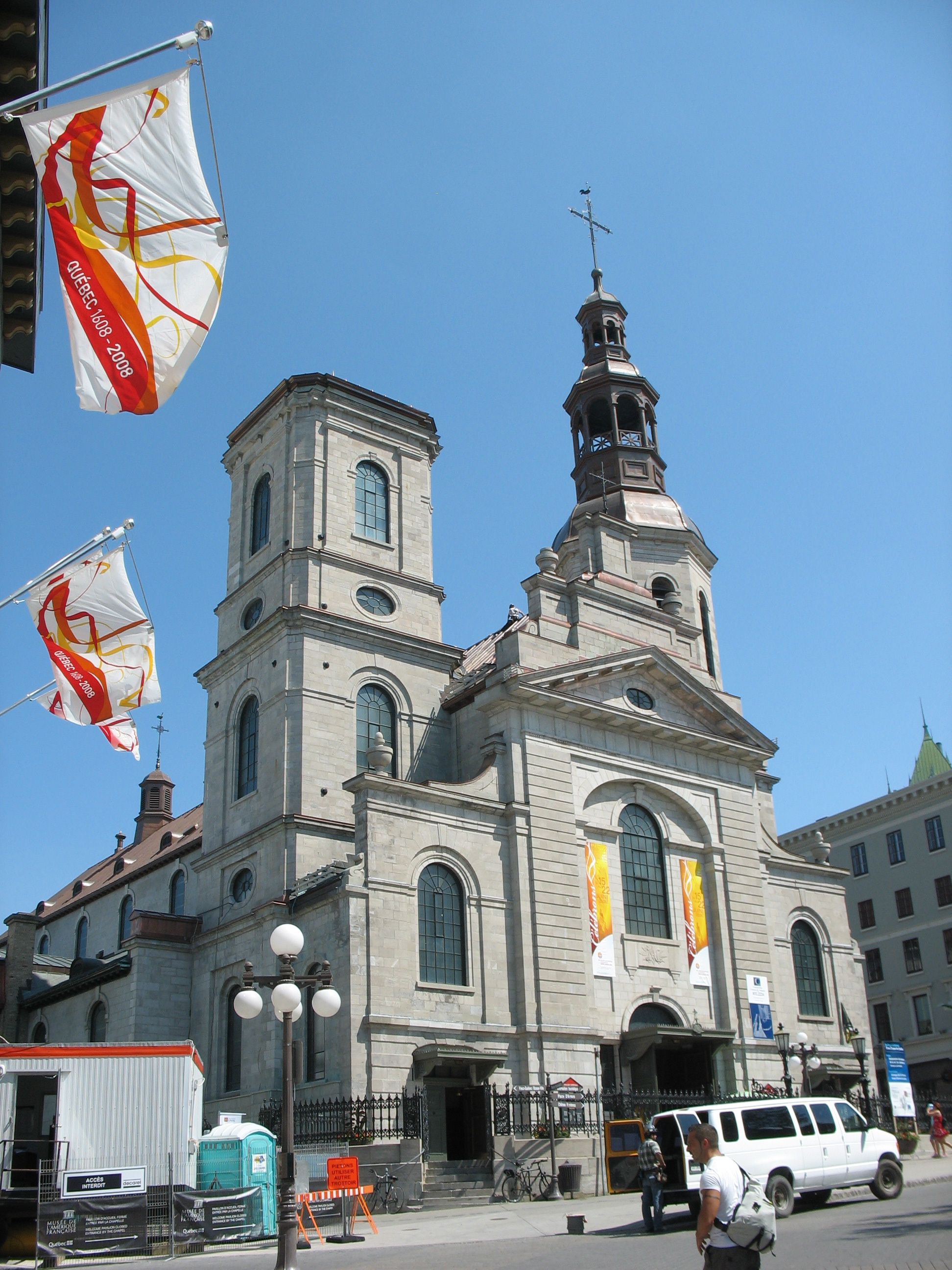
Basilique-cathédrale Notre-Dame de Québec
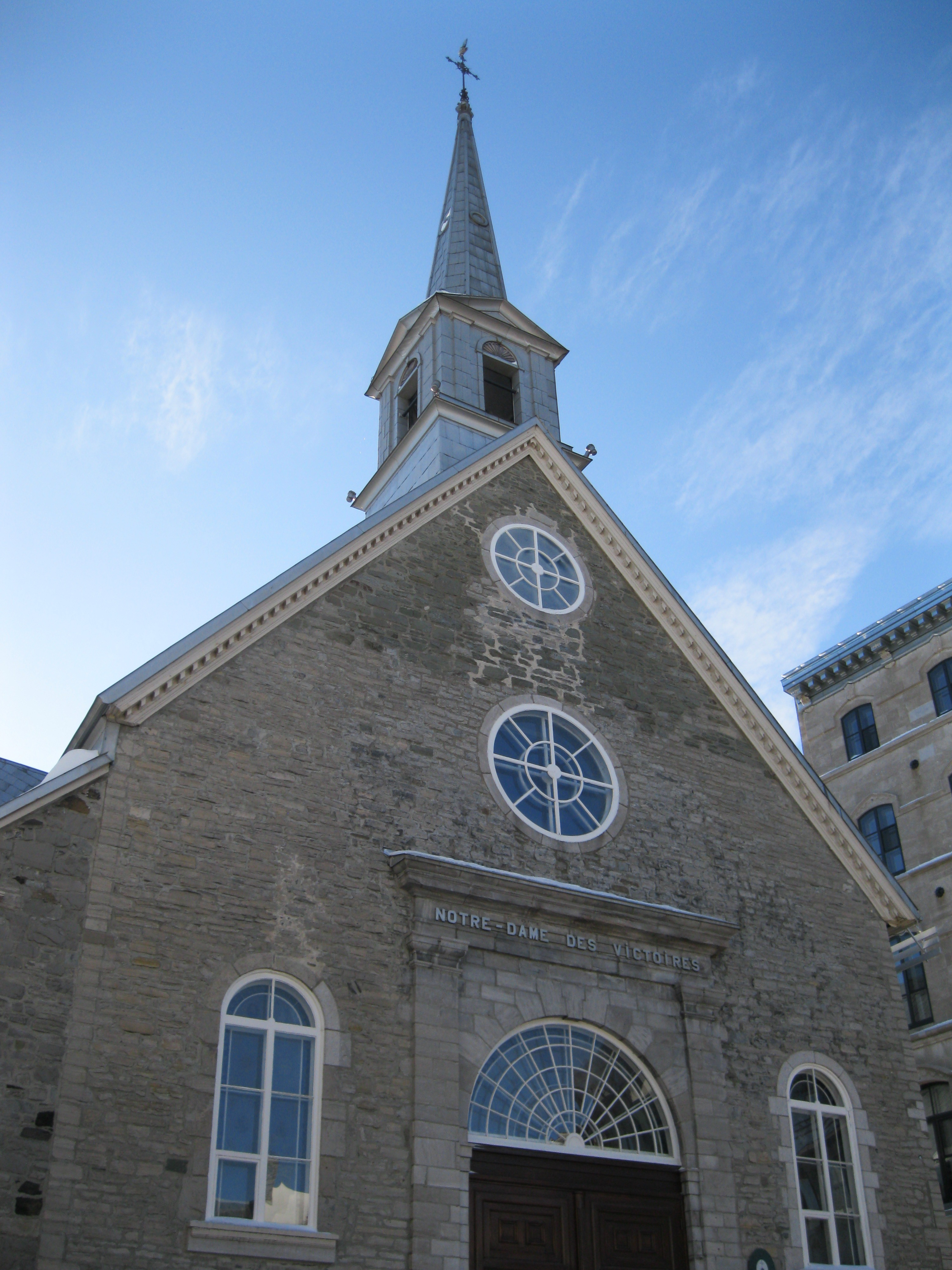
Église Notre-Dame-des-Victoires
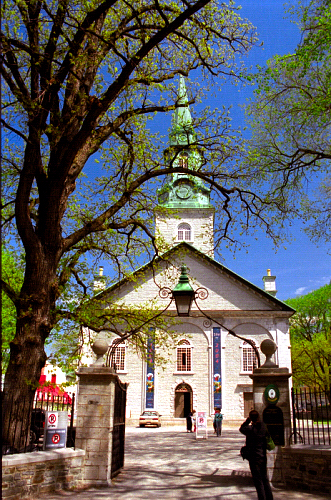
Cathédrale de la Sainte-Trinité de Québec
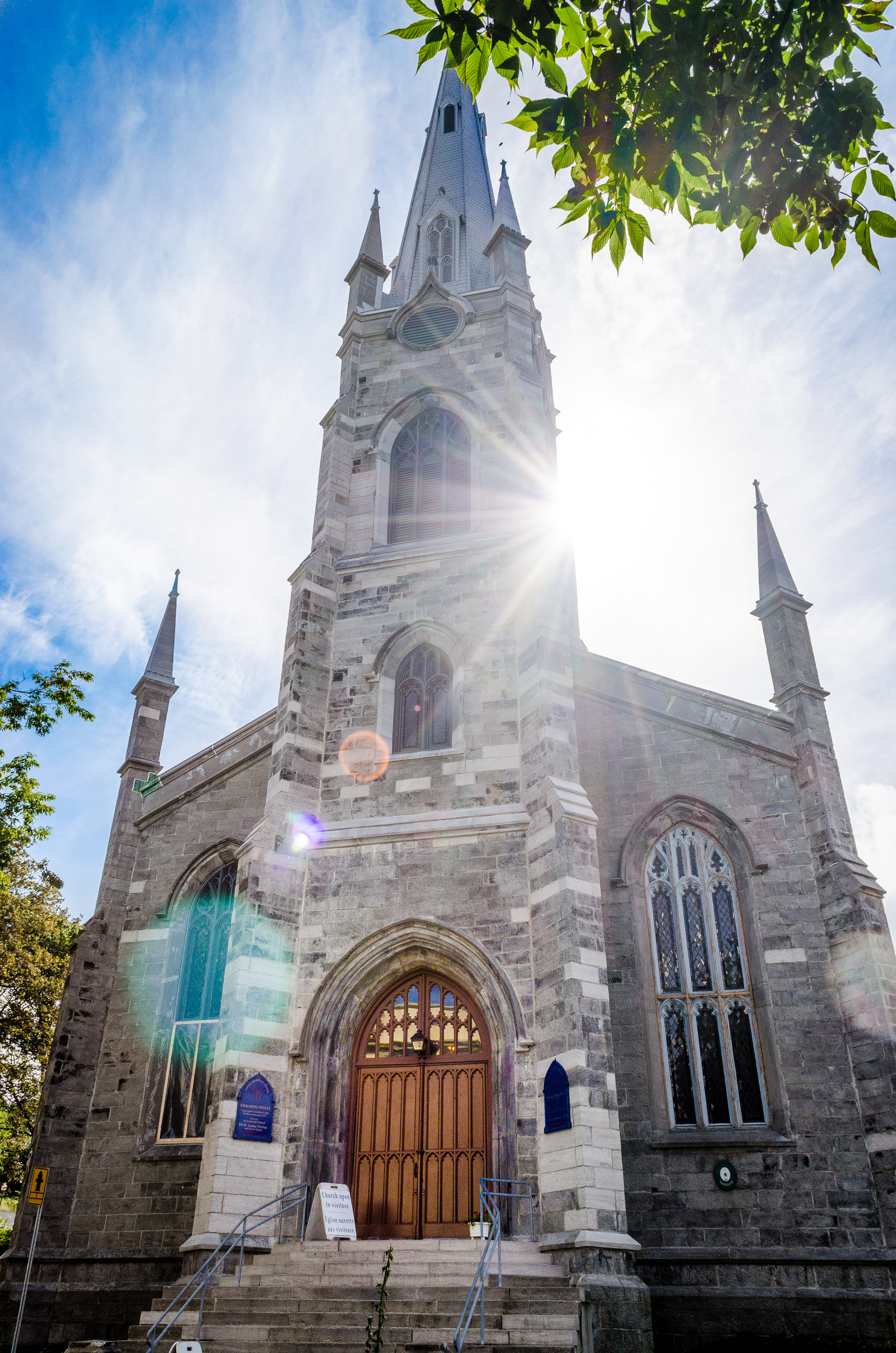
Église unie Chalmers Wesley

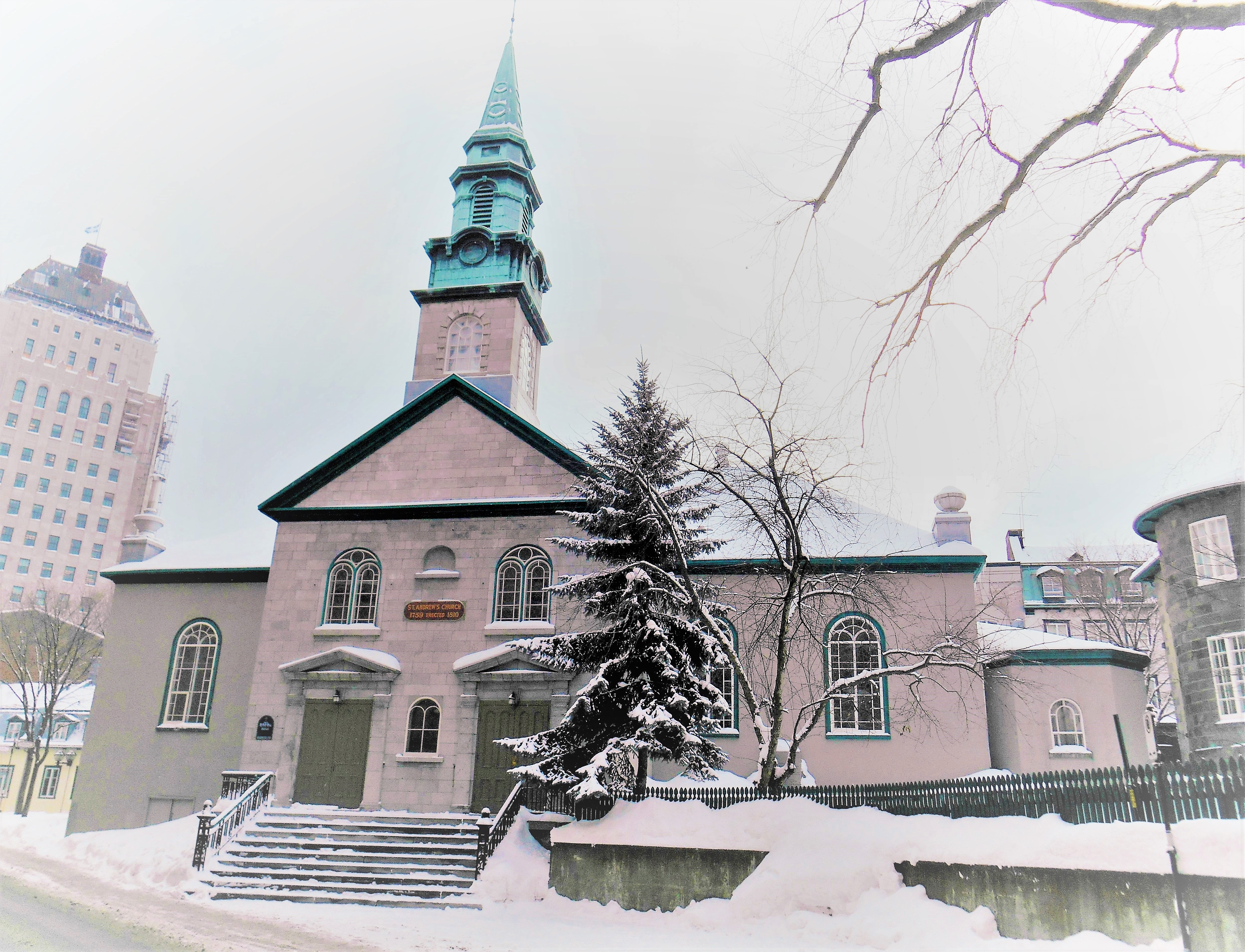
Église St. Andrew
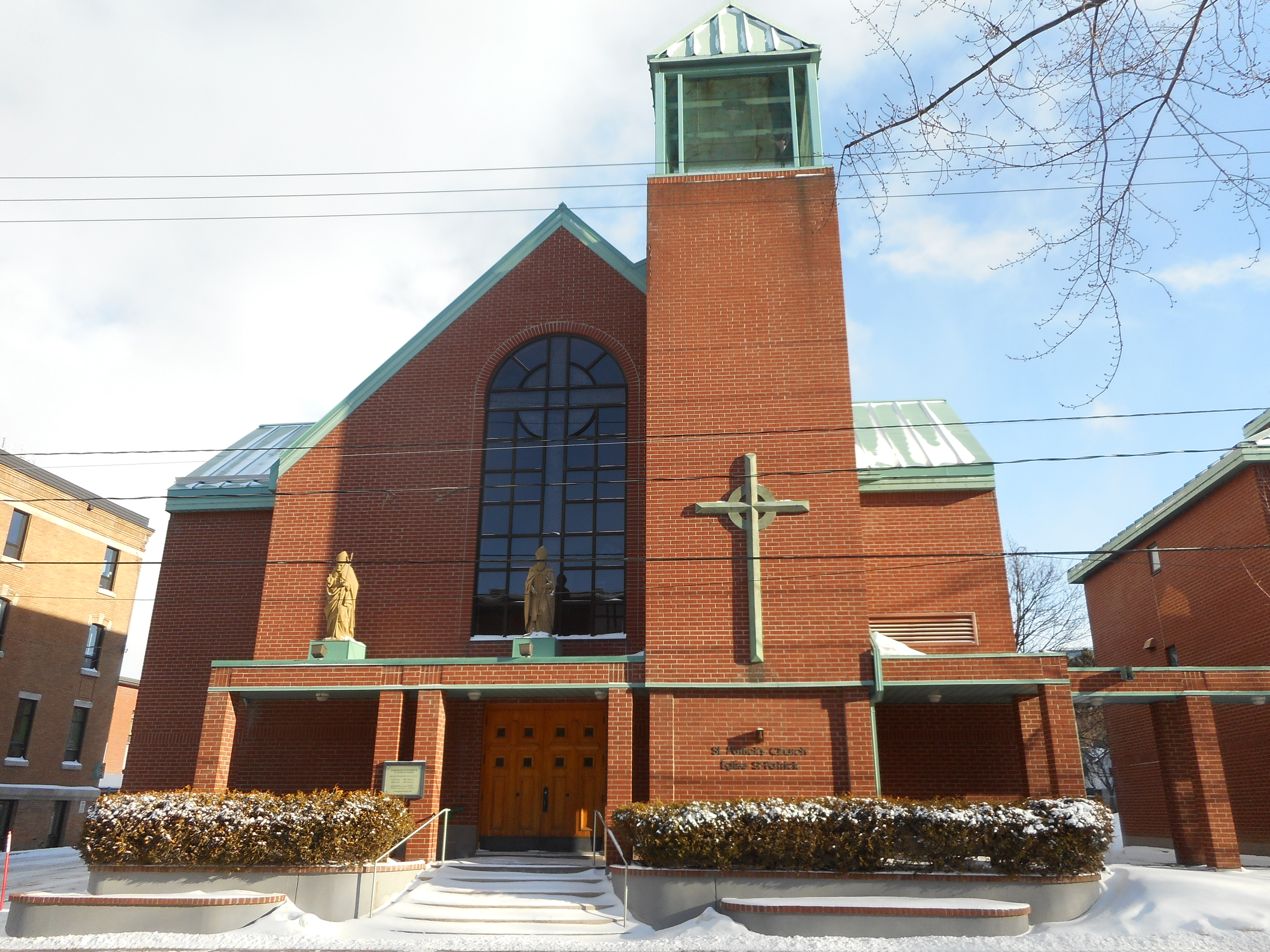
Église Saint-Patrick de Québec
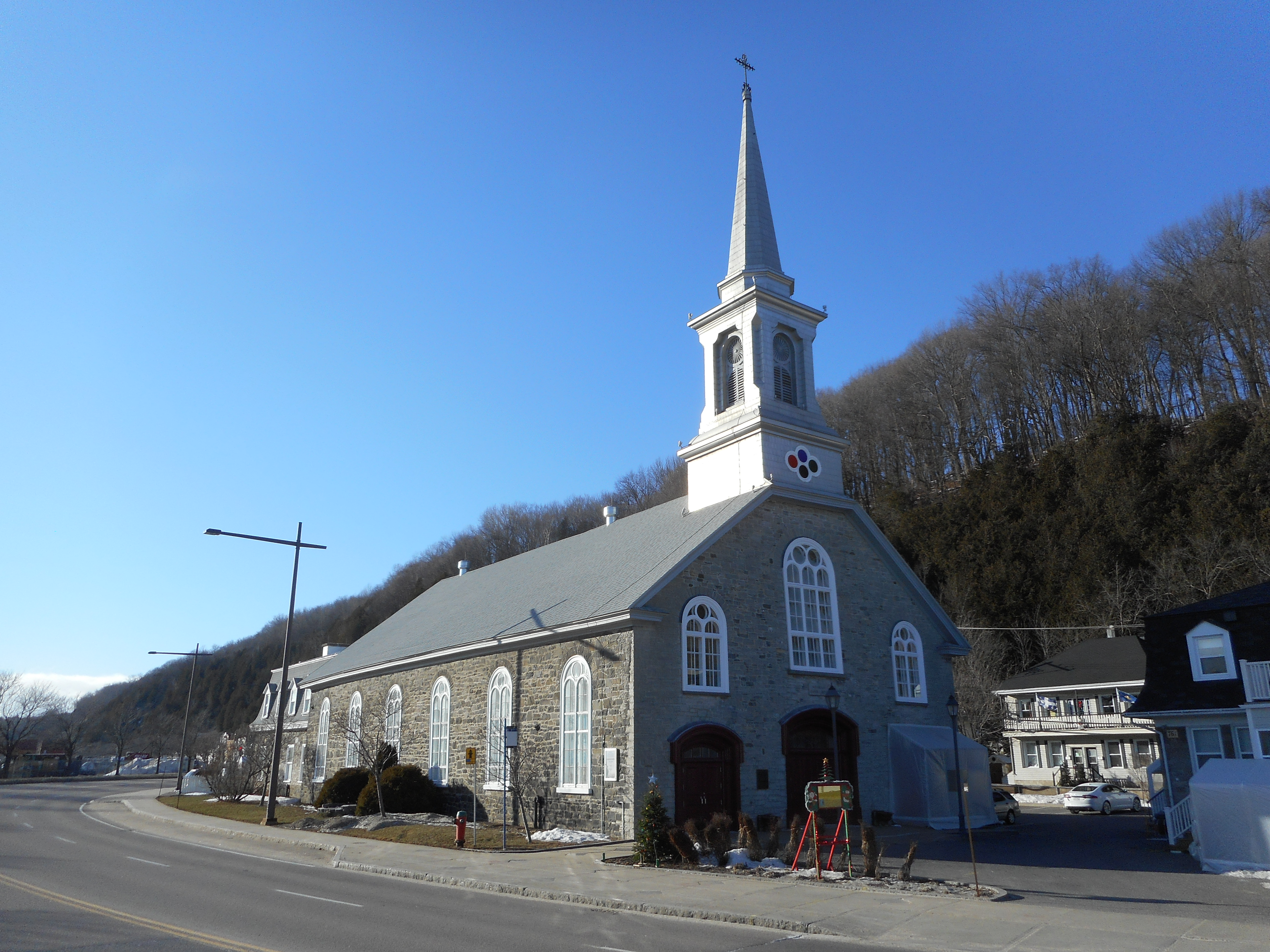
Église Notre-Dame-de-la Garde
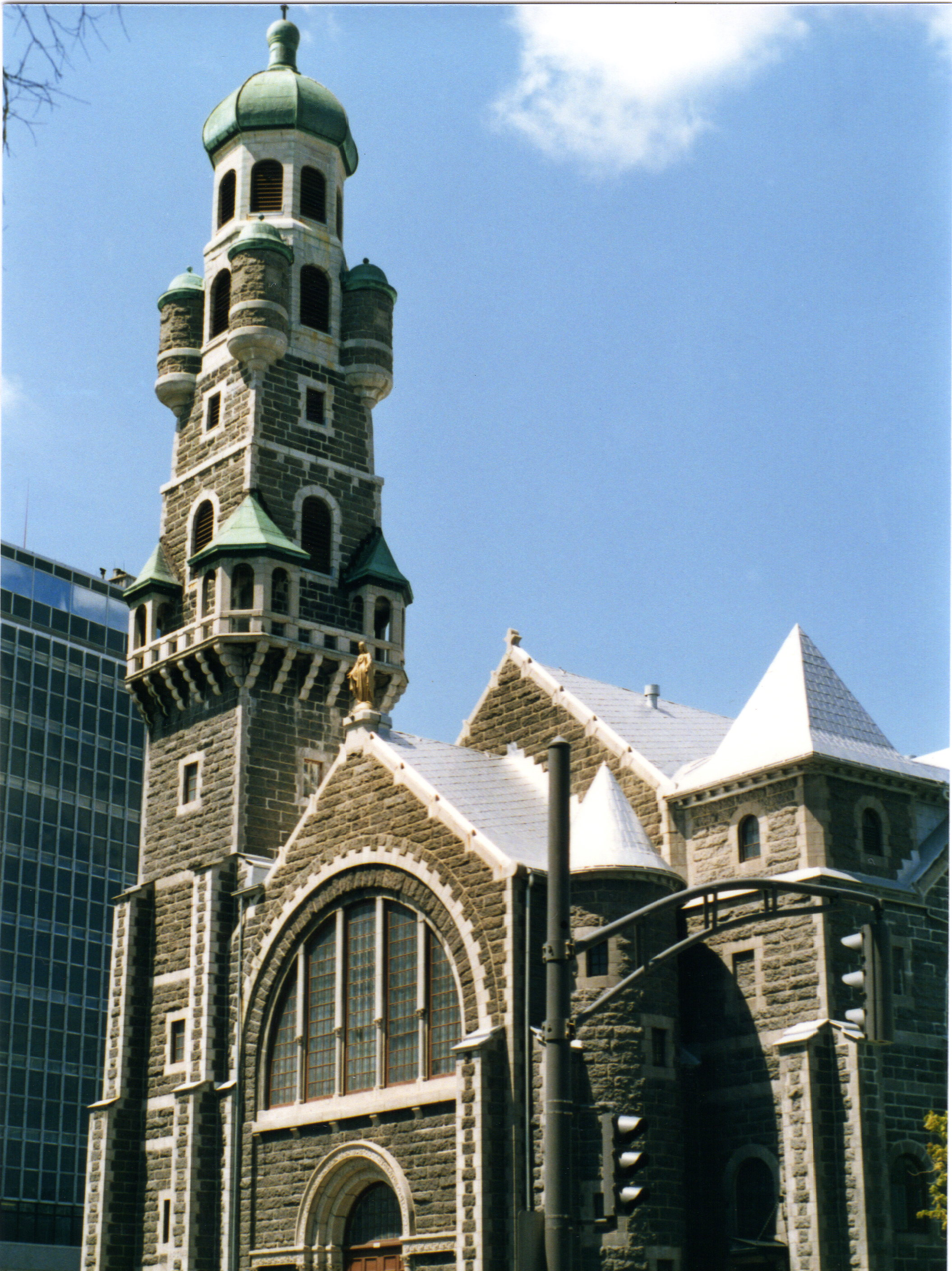
Église Saint-Cœur-de-Marie
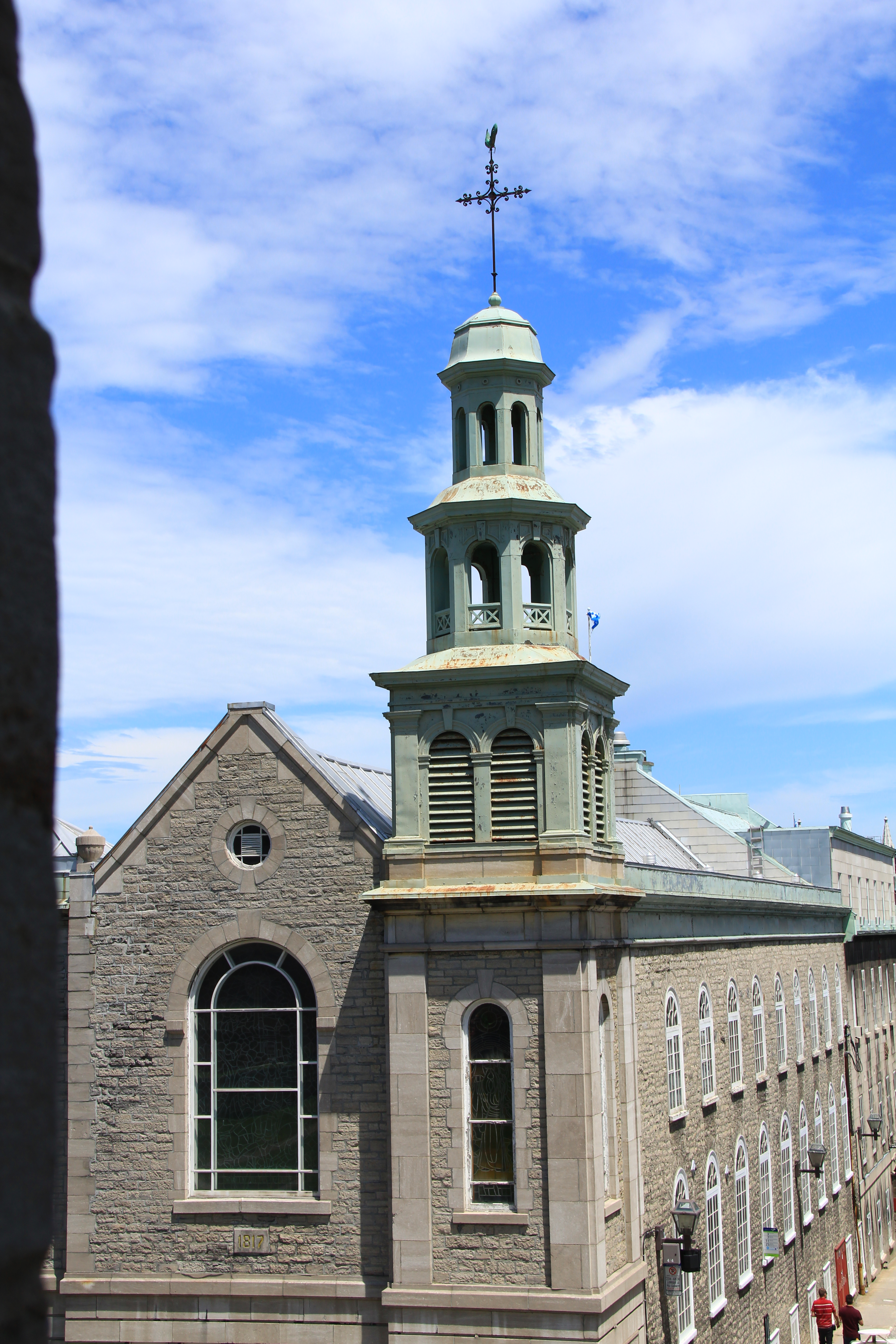
Chapelle des Jésuites

### Édifices notables
- Château Frontenac
- Édifice Price
- Séminaire de Québec
- Citadelle de Québec
- Hôtel Clarendon

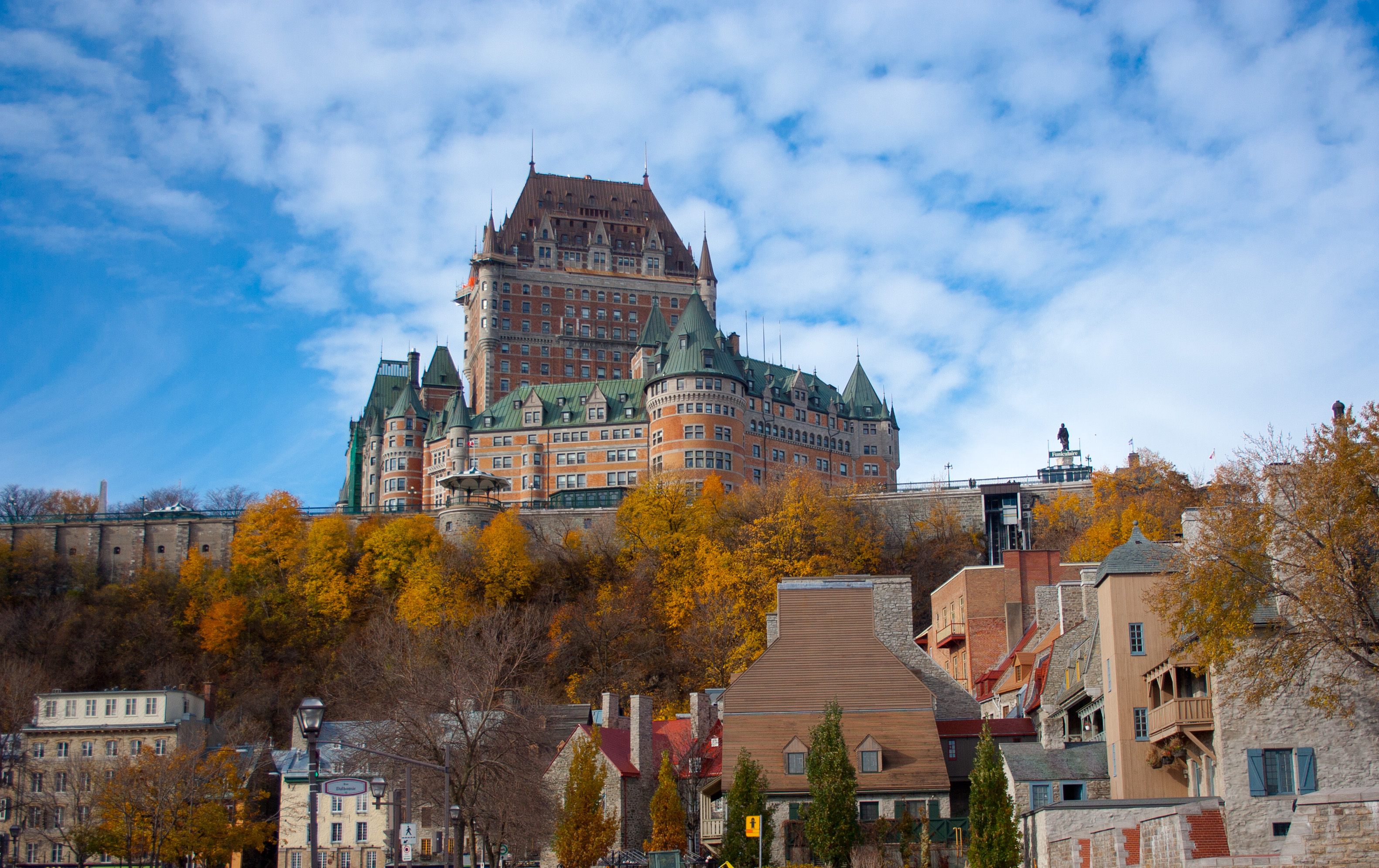
Château Frontenac

- Hôtel-Dieu de Québec et son église[6], classée monument historique.
- Ancienne église Notre-Dame-de-la-Paix[7], dont la paroisse a été décimée par la construction de l'autoroute Dufferin-Montmorency vers 1973. L'église, fermée en 1980, est maintenant convertie en logements en copropriété.
- Ancienne église Saint-Cœur-de-Marie[8] (1921), fermée en 1997.

### Monuments
- Fontaine de Tourny
- Monument à Samuel de Champlain
- Monument de René-Lévesque

### Musées, théâtres et lieux d'expositions
- Théâtre Capitole
- Palais Montcalm
- Musée de la civilisation
- Édifice de l'Institut canadien de Québec, occupant l'ancienne église Wesleyenne[9] (méthodiste, 1849). Comprend une salle de spectacle et une succursale de la Bibliothèque de Québec.
- Maison de la littérature

### Administration publique
- Hôtel du Parlement du Québec
- Hôtel de ville de Québec

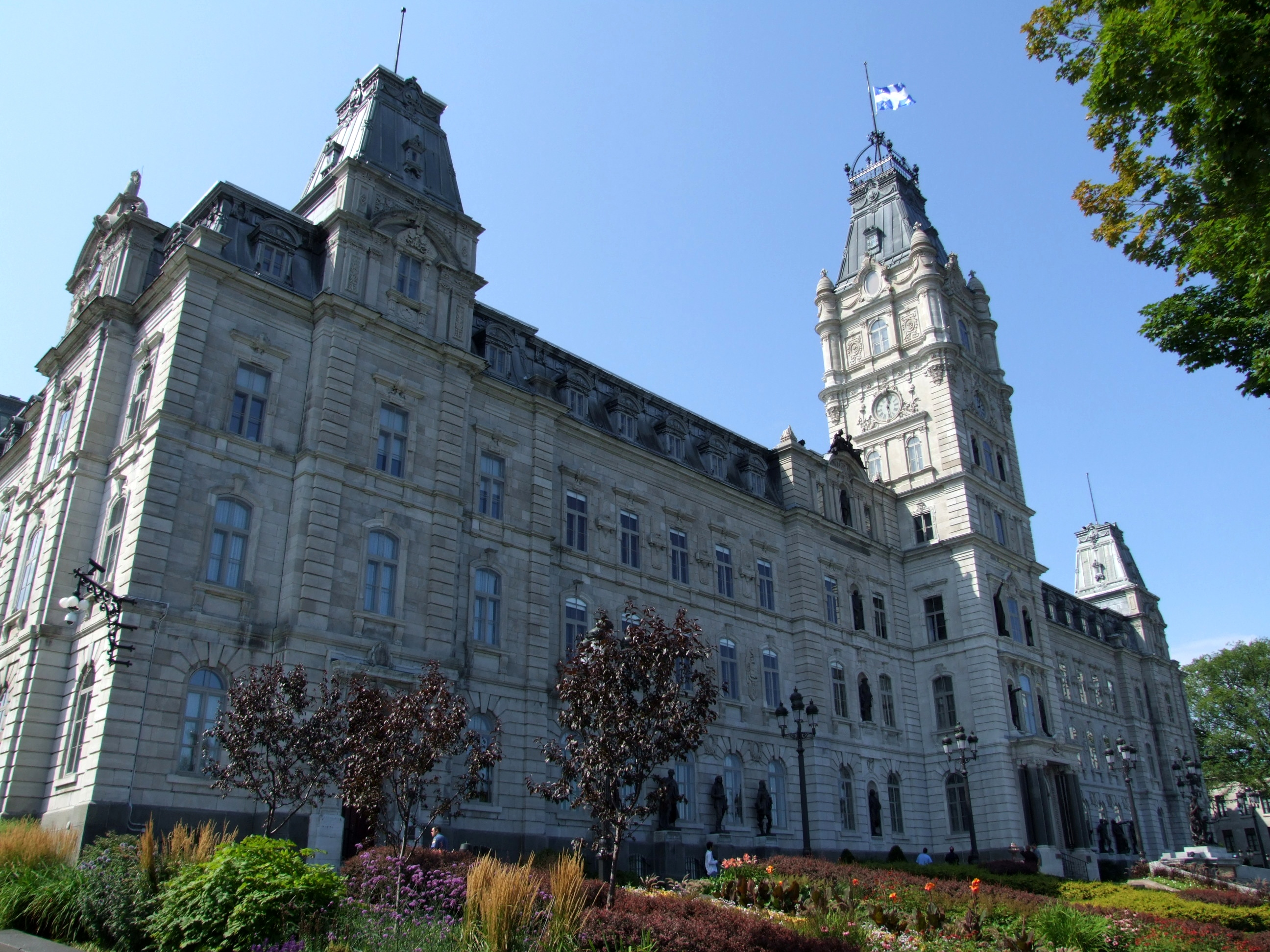
Hôtel du Parlement du Québec

- Édifice Marie-Guyart, le plus élevé à Québec avec 126 m[10] et qui possède à son sommet l'Observatoire de la Capitale.
- Ministère des Finances du Québec (dans l'ancien Palais de justice)
- Palais de justice de Québec
- Siège social de la Société de l'assurance automobile du Québec
- Siège social de la Société des traversiers du Québec

### Lieux d'enseignement

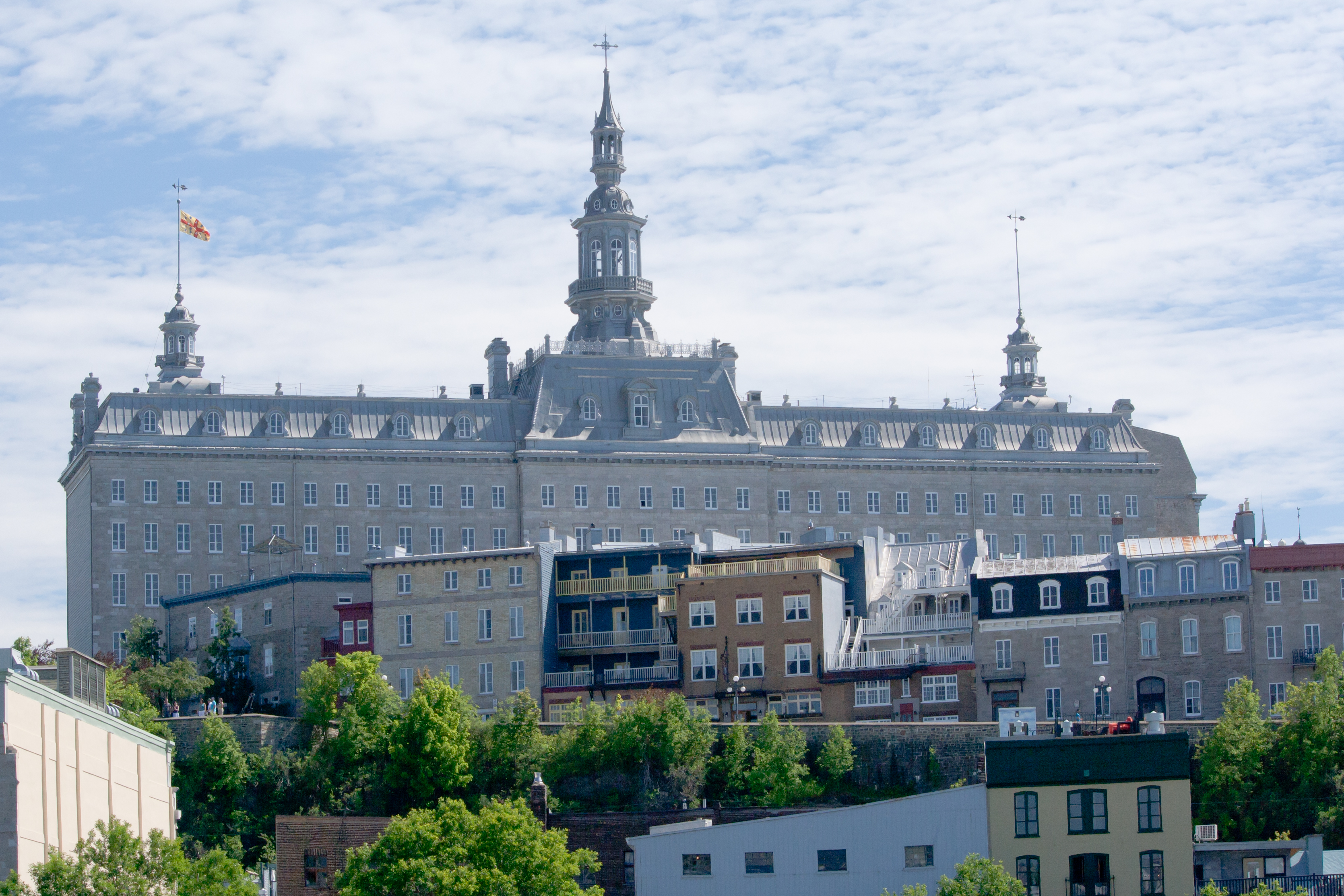
Collège François-de-Laval

Il n'y a plus aucune école publique dans le quartier, du fait du petit nombre de familles avec enfants qui y vivent. Les quelques écoles privées qui s'y trouvent prennent leur clientèle presque exclusivement à l'extérieur du centre-ville.
- Écoles privées
  - Académie Saint-Louis (déménagée dans Lebourgneuf en 2010)
  - Collège François-de-Laval, connu jusqu'en 2011 sous le nom de Petit Séminaire de Québec
  - École des Ursulines de Québec (Vieux-Québec)
  - Collège CDI
- École d'architecture de l'Université Laval
- Conservatoire d'art dramatique de Québec

## Démographie
Lors du recensement de 2016, le portrait démographique du quartier était le suivant :
- sa population représentait 5,3 % de celle de l'arrondissement et 1,1 % de celle de la ville.
- l'âge moyen était de 49,4 ans tandis que celui à l'échelle de la ville était de 43,2 ans.
- 38,6 % des habitants étaient propriétaires et 61,4 % locataires.
- Taux d'activité de 63,2 % et taux de chômage de 5,4 %.
- Revenu moyen brut des 15 ans et plus : 53 168 $.

| 1996  | 2001  | 2006  | 2011  | 2016  | 2021  |
| ----- | ----- | ----- | ----- | ----- | ----- |
| 6 340 | 6 715 | 6 440 | 6 050 | 5 770 | 5 925 |